# محمد الیزیدی
محمد الیزیدی (انگلیسی: Mohammed Al Yazeedi؛ زادهٔ ۳۰ اکتبر ۱۹۸۸) یک بازیکن فوتبال اهل قطر است.

## تیم ملی
وی همچنین در تیم‌های ملی فوتبال Qatar U-17 قطر بازی کرده است.